# Barevný závoj
Barevný závoj (orig.: The Painted Veil) je populární román anglického autora Williama Maughama, vydaný v roce 1925. Dočkal se tří filmových adaptací.

## Děj
Kitty Garstin je 25letá dáma. Kitty se ve společnosti pohybuje již nějaký rok a odmítla několik relativně výhodných nabídek k sňatku, což je trnem v oku především její ctižádostivé matce. Když se dozví, že se její o sedm let mladší sestra bude vdávat, ve strachu souhlasí s nabídkou bakteriologa Waltera Fanea a vezme si ho. 

Walter pracuje v kolonii v Hongkongu. Je plachý, uzavřený, ale chytrý. Kitty miluje i když ví, že si ho nevzala z lásky a i když ji vnímá jako poněkud povrchní. Po roce manželství si Kitty začne románek s ženatým Charliem Townsendem, vícesekretářem. Asi po roce se to Walter dozví a oznámí Kitty, že odjíždějí do Mei-tan-fu, vesnice, kde řádí cholera a kde přijal místo lékaře. Kitty to odmítá. Walter jí nabídne ještě možnost, že se s ní rozvede, ovšem za podmínky, že si ji Charlie vezme. Protože ale zná povahu namyšleného a samolibého Charlieho (pro kterého by rozvod znamenal skandál), je mu jasné, že Kitty jinou možnost mít nebude, což se také potvrdí. Walter Kitty později přizná, že si takto přál její smrt. 

Walterův vztah ke Kitty se po odhalení aféry se změní: přestal ji milovat, spíše jí pohrdá a baví se s ní jako s cizím člověkem. Kitty se v Mei-tan-fu seznamuje s celním úředníkem Waddingtonem a s jeptiškami v klášteře, kde jim začne pomáhat. Po pár měsících zjistí, že je v jiném stavu. Waltrovi ale nemůže upřímně říct, zda je otcem on. Walter namáhavě pracuje, všichni ho za jeho práci chválí. Vyčerpání má ale za následek, že se nakazí cholerou a umírá (jeho poslední slova ukazují ironii, že si přál její smrt, ale umírá sám). 

Kitty se vrací do Hongkongu. Všichni ji berou jako statečnou ženu. Ona doufá, že se z této zkušenosti poučila. Dorothy Townsendová ji přátelsky přijme ve svém domě. Kitty řekne Charliemu, co si o něm myslí, pak mu ale podlehne. To si následně vyčítá. Odjíždí domů do Anglie, cestou se dozví, že její matka zemřela. Doma se setkává s otcem a se sestrou. Otec dostal místo soudce na Bahamách. Kitty si přeje otce doprovázet, což ho překvapí, snad by chtěl jet raději sám, ale dceru neodmítne. V závěru Kitty otci říká, že chce své dítě vychovávat ke svobodě a samostatnosti. 

## O románu
Maugham v předmluvě knihy zmiňuje inspiraci Dantovou Božskou komedií, kde si manžel přál smrt manželky pro její domnělou nevěru. Protože se ji bál zabít (z důvodu pomsty její rodiny), odvezl ji na místo, kde jí hrozila nákaza morem. 

Na začátek románu Maugham uvádí jako motto:  „barevný závoj, který lidé nazývají životem“ . 

## Filmové adaptace
- Barevný závoj (1934)
- Sedmý hřích (1957)
- Barevný závoj (2006)